# Grace Cadell
Grace Cadell, nata Grace Ross Cadell (Carriden, 25 ottobre 1855 – Yetts o'Muckhart, 19 febbraio 1918), è stata un medico e suffragetta scozzese e una delle prime donne a studiare medicina in Scozia e qualificarsi.

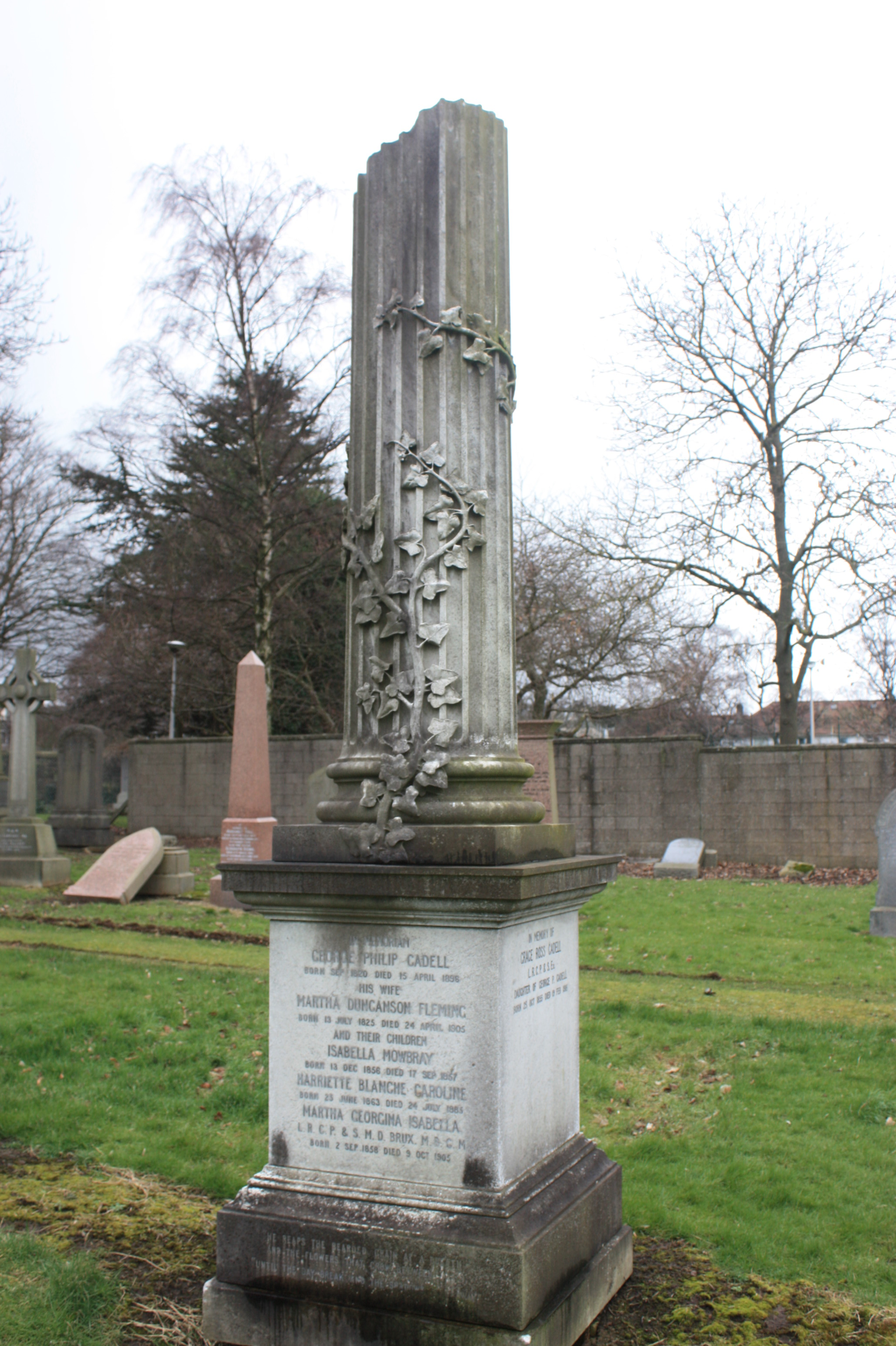
La tomba della Cadell, cimitero di Morningside, Edimburgo

Era, con Elsie Inglis, una delle partecipanti iniziali alla Edimburgo School of Medicine for Women, istituita da Sophia Jex-Blake nel 1886. Si oppose alla Jex-Blake per una questione disciplinare, essendo stata licenziata dalla scuola e in seguito citò in giudizio con successo la Jex-Blake e la sua scuola. La sua carriera di medico e chirurgo era dedicata principalmente alla cura di donne e bambini.
Diventò una suffragetta attiva, poiché era ben nota per gli atti pubblici di sfida nella causa del suffragio femminile. Fu rilevante nel fornire cure mediche e rifugio alle sue compagne suffragette, alcune delle quali furono rilasciate sotto le sue cure direttamente da episodi di alimentazione forzata in prigione. La sua casa divenne famosa come santuario delle suffragette.

## Primi anni di vita ed educazione
Grace Ross Cadell nacque il 25 ottobre 1855, la maggiore delle quattro figlie di George Philip Cadell di Carriden, Bo'ness, che era sovrintendente dei carboni locali e sua moglie Martina Duncanson Fleming.
Nel 1887 con sua sorella, Martha Georgina Cadell, divenne una delle studentesse tra i nuovi assunti alla Edinburg School of Medicine for Women che era stata fondata da Sophia Jex-Blake nel 1886. Le lezioni venivano tenute nei locali della scuola in Surgeons' Square e l'insegnamento clinico al Leith Hospital.
La Jex-Blake era considerata dai suoi studenti come una rigorosa e inflessibile e le sue regole richiedevano che gli studenti lasciassero l'ospedale Leith entro le 17:00. L'8 giugno 1888, Grace e Martha Cadell, insieme a Elizabeth Christie e Ida Balfour, rimasero in ospedale dopo quest'ora per seguire un paziente con lesioni alla testa. Quando Jex-Blake venne a sapere di questa violazione delle sue regole, espulse Grace e Martha Cadell dalla scuola.
La loro reazione fu quella di proporre un'azione di risarcimento danni contro la Jex-Blake e la scuola. Le sorelle rivendicavano £ 500 per danni e e la corte si pronunciò a loro favore, assegnando a ciascuna £ 50 di risarcimento danni nel luglio 1890. La pubblicità risultante fu una grave battuta d'arresto per la Jex-Blake e la sua scuola. Elsie Inglis, una studentessa, non era soddisfatta della gestione della vicenda e lasciò la scuola nel 1889. Con l'aiuto di suo padre John Inglis, un appassionato sostenitore dell'educazione medica per le donne, fondò il Edinburgh College of Medicine for Women in Chambers Street. La Inglis e le sorelle Cadell diventarono studentesse del college. Le sorelle Cadell ottennero buoni risultati accademici con Martha che vinse la medaglia per l'ostetricia e Grace la medaglia per la giurisprudenza medica.
Grace Cadell si qualificò nel 1891 dopo aver superato gli esami per la "Tripla Qualifica (TGQ)" di LRCPE, LRCSE e LFPSG, anche se, come molti dei suoi contemporanei scegliesse di abbreviarlo in LRCP&SEd. Questa qualifica era stata istituita congiuntamente dai tre Scottish Medical Royal Colleges per consentire a coloro che non potevano accedere all'università di sostenere esami equivalenti a quelli sostenuti dagli studenti universitari. Ciò permise al suo nome di entrare nell'Albo dei Medici e le permise di esercitare la professione di medico. Le donne non si laurearono in medicina presso un'università scozzese fino al 1894.

## Carriera

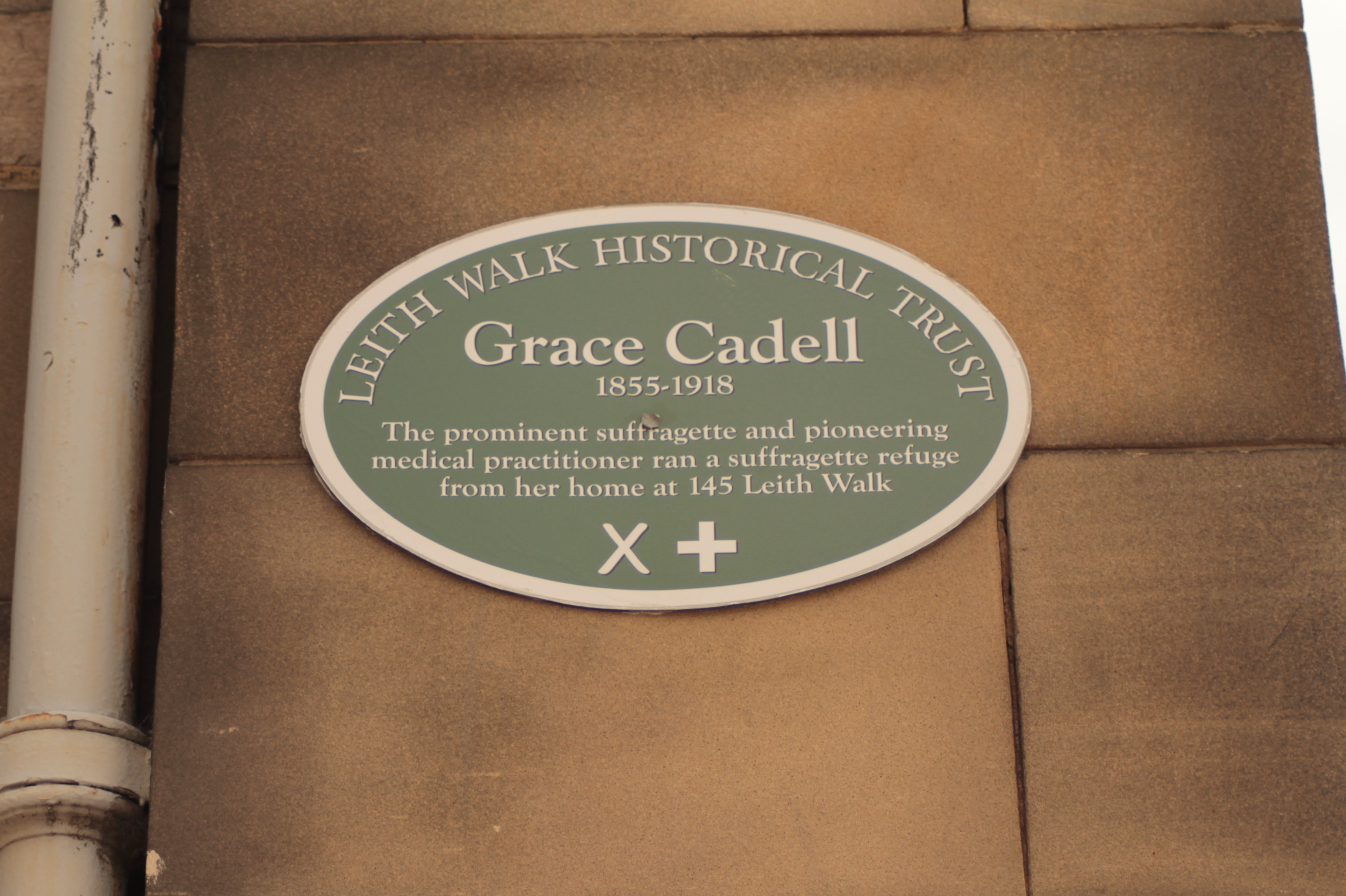
Targa a Grace Cadell su Leith Walk

### Carriera medica
La Jex-Blake aveva istituito l'Edinburgh Hospital for Women and Children, a Bruntsfield, che in seguito sarebbe diventato l'Ospedale di Bruntsfield. Questo aveva uno staff interamente femminile e la neo qualificata Cadell fu nominata residente chirurgico.
Nel 1899, quando Elsie Inglis creò il Medical Women's Club, allestito con l'obiettivo principale di avviare un ospedale per le donne, Grace Cadell era un membro di spicco del club e successivamente fece parte del comitato medico dell'ospedale, che era stato aperto al n. 11 di George Square. Nel 1904 entrò nello staff di The Hospice, al Royal Mile, un ospedale per donne e bambini che era stato istituito da Elsie Inglis. Si specializzò in ostetricia e ginecologia e nel 1911 assunse la direzione di tutta la clinica. In seguito divenne direttore amministrativo del New Hospital for Women di Londra.

### Attività di suffragetta
Il 9 ottobre 1909 la Cadell fu una delle tante suffragette della processione pubblica a Edimburgo che chiedevano voti per le donne, chiamata localmente la "Gude Cause".
Una suffragetta attiva che era presidente della filiale di Leith della Women's Social and Political Union (WSPU) nel 1907 prima che si riallineasse alla nuova Create Women's Freedom League (WFL). Nel 1912 a causa del rifiuto di pagare le tasse per la protesta, i suoi mobili furono sequestrati e venduti pubblicamente alla Mercat Cross sul Royal Mile. Trasformò il raduno in una riunione del suffragio. Durante la campagna di suffragio scozzese del 1913-14 (che prevedeva attacchi a edifici specifici) fu consulente medica per coloro che facevano lo sciopero della fame in prigione.
Ai sensi del Cat and Mouse Act del 1913, ciò significava spesso che i prigionieri venivano rilasciati sotto le sue cure personali per riprendersi. Ethel Moorhead fu tristemente rilasciata sotto le sue cure dopo l'alimentazione forzata nella prigione di Calton, così come lo furono sia Edith Hudson che Arabella Scott.
In un altro atto di ribellione la Cadell si rifiutò di timbrare le carte assicurative dei suoi cinque servi e fu multata di 50 sterline da Lord Salvesen presso l'Alta Corte di Glasgow. Il processo fece notizia sui giornali per le compagne suffragette che lanciarono mele al giudice (colpendo uno dei giurati), per la condanna di altre suffragette per incendio doloso. La Cadell le pagò bene con un sacco di monete di rame come ulteriore sfida.
La sua casa al n. 145 di Leith Walk era un rifugio per le suffragette. Si trovava appena a nord di Smiths Place ma fu demolito per creare una tipografia (Allander House). Non si sposò mai, ma nel corso della prima guerra mondiale adottò quattro figli. Nel luglio del 1914 frequentò il processo alla Corte di Sherriff di Edimburgo di Maude Edwards, che era accusata di aver tagliato il ritratto del re Giorgio V in mostra alla Royal Scottish Academy. La Edwards fu dichiarata colpevole dallo sceriffo Maconochie e condannata a tre mesi di reclusione nella prigione di Perth: Perth era più difficile per le sue amiche suffragette a Edimburgo partecipare o creare fastidi. La Cadell fu allontanata con la forza da tre agenti durante il processo per aver provocato una rissa, ma non fu arrestata.

## Morte ed eredità

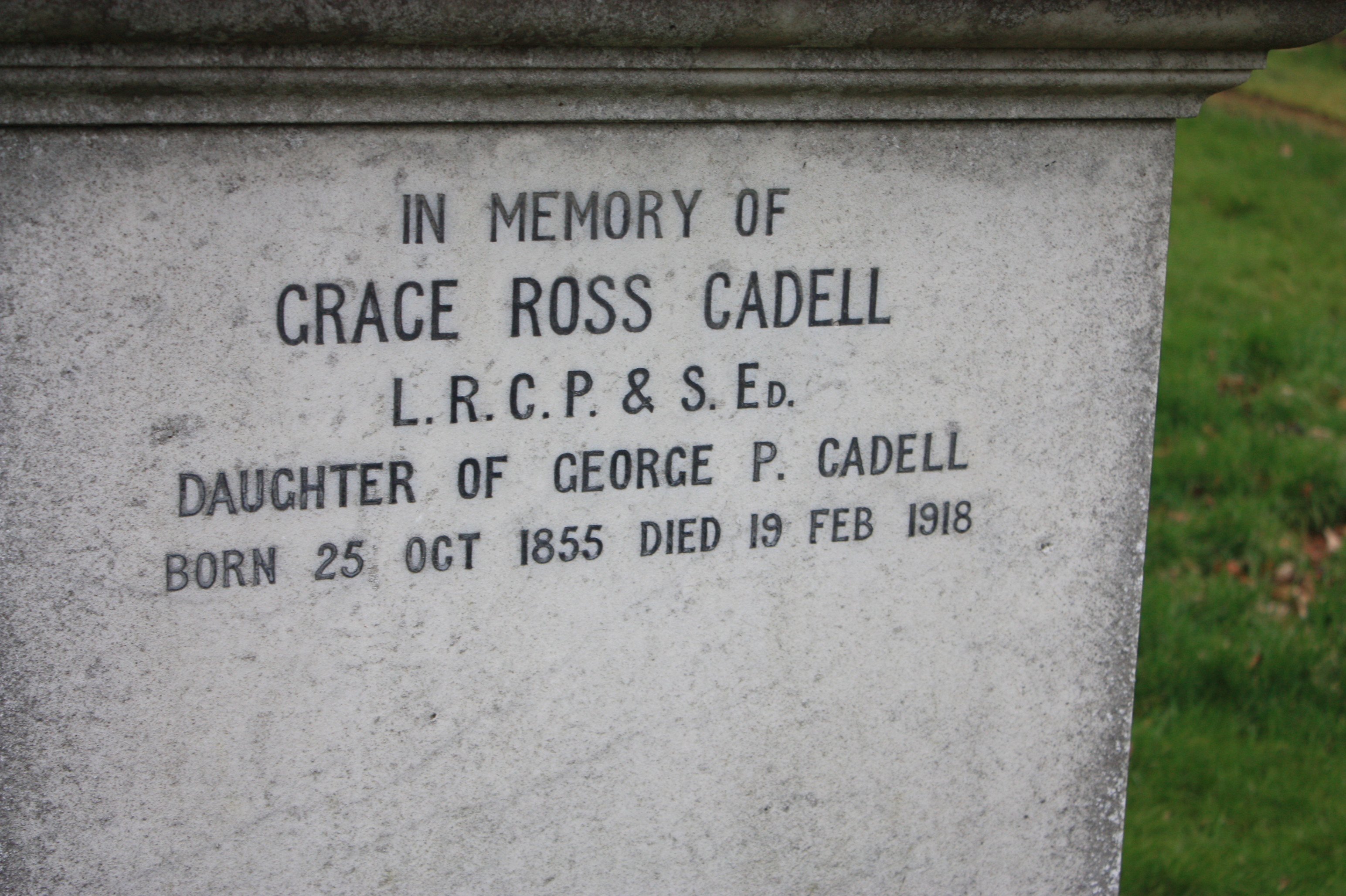
L'iscrizione a Grace Cadell nel cimitero di Morningside, Edimburgo

Morì a Mosspark House, sulla Rumbling Bridge Road a Yetts o'Muckhart, il 19 febbraio 1918. Fu sepolta con i suoi genitori e sorelle nel Cimitero di Morningside.
Nel suo testamento lasciò oltre £ 50.000, oltre proprietà e attività mobili, una somma considerevole in quel momento. Questo fu lasciato in parte in beneficenza, alla famiglia rimanente e in parte ai suoi quattro figli adottivi, solo uno dei quali, Grace Emmeline Cadell, ha preso il suo cognome. Gli altri erano Margaret Frances Clare Clare Sydney, George Bell e Maurice Philip Shaw. Grace Emmeline era chiaramente intitolata a Emmeline Pankhurst e si pensa che sia stato adottato da neonata da una ragazza della Magdalena House di Edimburgo, dove le ragazze non sposate avrebbero allontanato i loro figli e li avrebbero costretti a lavorare in condizioni di lavoro come 'punizione' per essere rimaste incinte. Si pensa che gli altri tre (bambini più grandi) provenissero da Dean Orphanage a ovest della città. Il testamento diede a tutti £ 150 all'anno per il resto della loro vita, circa quattro o cinque volte lo stipendio medio annuo all'epoca.
Nel 2009 si è tenuta una rievocazione della vendita di mobili di Grace Cadell al Mercat Cross a Edimburgo. La rievocazione è stata messa in scena dagli attori del gruppo di arti della Citadel Arts Group per promuovere la loro commedia What Women want che rappresentava eventi del suffragio in Scozia e presentava la storia di Grace Cadell.
Nel 2022 il Leith Walk Historical Trust eresse una targa vicino alla posizione della sua casa a Leith Walk.

## Vita privata
Sua nipote Isobel Cadell (1890–1971) sposò Harry MacDonald Simson, cugino dell'eminente medico Sir Henry Simson, lui stesso cugino di Elsie Inglis, rendendo Elsie sua cugina di secondo grado.